# Admiralitás

Az Admiralitás Lordjának zászlaja

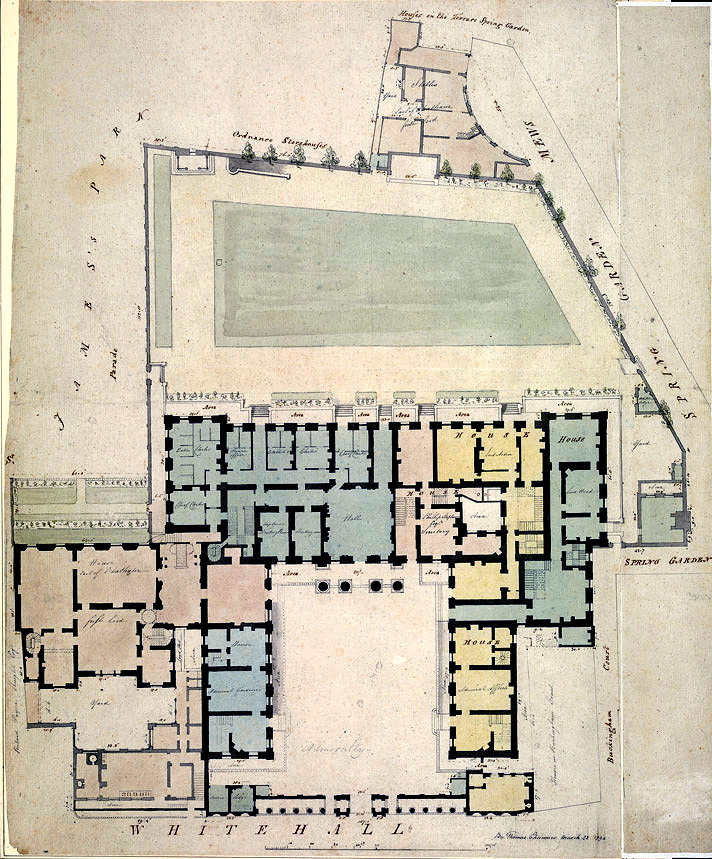
Az Admiralitás épületkomplexuma 1794-ben. A színek az Admiralitás Lordjainak különböző rezidenciáit vagy szakosztályait jelölik. A bal oldali udvar melletti fakó színű épületszárny az Admiralty House.

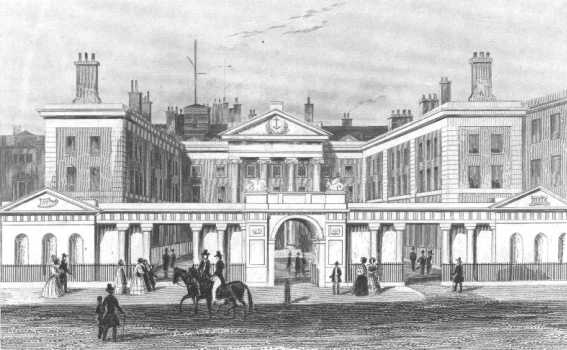
A The Admiralty épület, hivatalosan Ripley Building

Az Old Admiralty Building épületegyüttes a 20. század fordulóján épült.

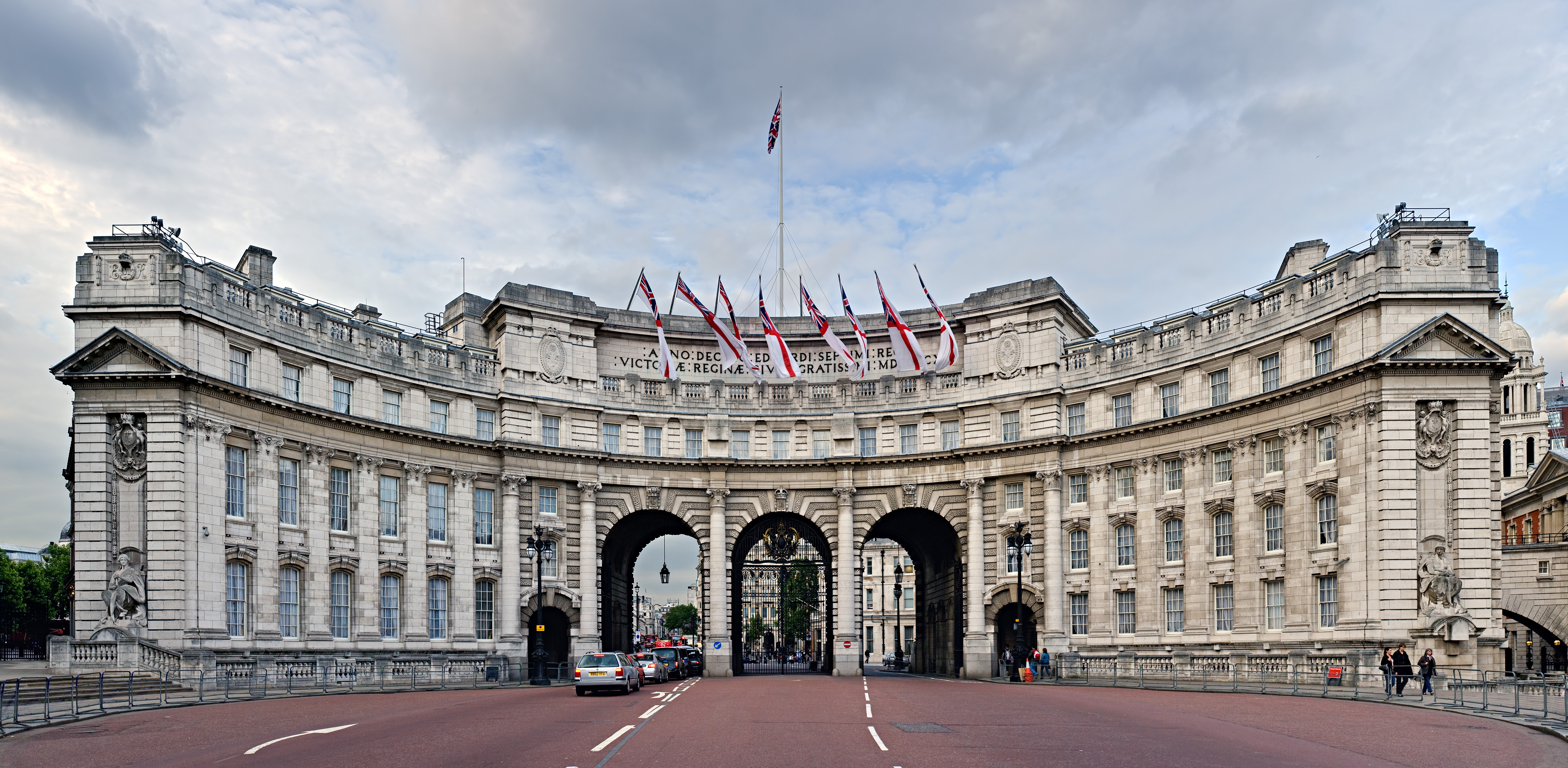
Az Admiralty Arch nézete a The Mall irányából

Az Admiralitás az Angol Királyság, később Nagy-Britannia, végül az Egyesült Királyság haditengerészetéért felelős szervezete volt, a köznyelvben gyakran a Brit Királyi Haditengerészet szinonimájaként használják. Az Admiralitás hatalmát eredetileg egyetlenegy személy képviselte, a Lord High Admiral (lord nagyadmirális), 1628-tól a tényleges irányítás a First Lord of the Admirality, hivatalosan Office of the First Lord of the Admiralty (az Admiralitás első lordja, az Admiralitás Első Lordjának Hivatala - tulajdonképpen haditengerészeti miniszter, illetve minisztérium), a 18. századtól az Admiralitás végrehajtó szervezete, a Admiralitás Lordjainak Bizottsága (Lord Commissioners of the Admiralty).
1964-ben az Admiralitás feladatait az Admiralitási Tanácsba (Admiralty Board) vonták össze, amely a brit védelmi minisztérium összfegyvernemi tanácsa, a Defence Council alá tartozik. Ez az új Admiralitási Tanács manapság már csak évi két alkalommal ül össze, a brit haditengerészet napi feladatait a Navy Board határozza meg.
Az Egyesült Királyság lord nagyadmirálisának (Lord High Admiral of the United Kingdom) titulusa 1828 és 1964 között szünetelt, 2011-ig II. Erzsébet brit királynő, azóta férje, Fülöp herceg birtokolja birtokolja. Ezt az addigra ceremoniálissá vált címet és elődeit (Lord High Admiral of England, Lord High Admiral of Great Britain) 1660 óta a mindenkori uralkodó, vagy a királyi család tagjai viselték.

## Története
Az Anglia Admirálisa tisztségét az 1400-as évek környékén hozták létre, bár már ezelőtt is létezetek hasonló posztok, például az Északi és a Nyugati Tengerek Admirálisa. 1546-ban VIII. Henrik megalapította a Council of the Marine haditengerészeti tanácsot, amelyből később kialakult a Navy Board, a haditengerészet adminisztratív feladataiért felelős szervezet. A haditengerészet operatív szintű döntéseiért továbbra is az Admiralitás Lordja felel, aki egyike a kilenc angol közjogi méltóságnak.
1628-ban I. Károly Anglia lord nagyadmirálisát (Lord High Admiral of England) felvette a haditengerészet kötelékébe, a Royal Navy irányítását pedig egy miniszter, az Admiralitás első lordja (First Lord of the Admirality) és Admiralitási Tanács vette át. 1709-ig a ceremoniális lord nagyadmirálisi pozíció ki- és bekerült a haditengerészet kötelékébe, majd 1709-től szinte folyamatosan a haditengerészetbe tartozott. 1831-ben megszűnt az addigra már Navy Board néven működő felügyeleti tanács, feladatait és felelősségeit az Admiralitás vette át.
1689-től a Royal Navy legmagasabb rangú hivatásos tengerésztisztje, tengernagyi rangban a Senior Naval Lord to the Board of Admiralty, 1771-től a tisztség új címe az első tengerészeti lord (First Naval Lord), 1904-től napjainkig pedig első tengeri lord (First Sea Lord), jelenleg Tony Radakin admirális.
1964-ben az Admiralitást a szárazföldi erőkért felelős War Office-szal és a légierőért felelős Air Ministry-vel együtt beolvasztották a brit védelmi minisztériumba, ahol a fegyvernemekért külön államtitkárok felelnek. A haditengerészet napi feladatait az újonnan megalakult Navy Board felügyeli.

## Épületei
Az Admiralitás öt épületből álló komplexuma London belvárosában található a Trafalgar teret és a Westminster-palotát összekötő Whitehallon, valamint a Trafalgar teret és a Buckingham-palotát összekötő The Mallon. Mivel az Admiralitás külön szervezetként már nem létezik, az irodákat a brit kormány használja.

### The Admiralty
A legrégebbi épület a The Admiralty, népszerűbb nevén az Old Admiralty, hivatalos nevén a tervező Thomas Ripley után Ripley Building. A háromemeletes, patkó formájú épület 1726-ban készült el és Nagy-Britannia első kifejezetten irodai céllal épített épülete volt. Az épületben jelenleg a brit miniszterelnöki hivatal található.

### Admiralty House
Az Admiralty House a Ripley Buildingtől délre található, 1788-ban épült lakóépület az Admiralitás Lordja számára. Az 1964-ig rezidenciaként funkcionáló épületben többek között Winston Churchill is lakott. Az épületnek nincsen külön kapuja a Whitehallra, bejárni a Ripley Buildingen keresztül lehet. Az épületben jelenleg három miniszteri lakosztály található.

### Old Admiralty Building
Az Old Admiralty Building az Admiralitási épületek közül a legnagyobb. A 19. század végén elkezdett épületet az építése során többször áttervezték, hogy a Német Birodalommal folytatott fegyverkezési verseny miatt megnövekedett irodaszámmal lépést tudjanak tartani. Az épületben jelenleg a brit külügyminisztérium található.

### Admiralty Arch
Az Admiralty Arch egy irodaépület-szárnyakkal felszerelt diadalív a The Mall felett. Az épületet híd köti össze az Old Admiralty Buildinggel.

## Fordítás
- Ez a szócikk részben vagy egészben az Admiralty című angol Wikipédia-szócikk ezen változatának fordításán alapul.  Az eredeti cikk szerkesztőit annak laptörténete sorolja fel. Ez a jelzés csupán a megfogalmazás eredetét és a szerzői jogokat jelzi, nem szolgál a cikkben szereplő információk forrásmegjelöléseként.